# Motor principal (locomotora)

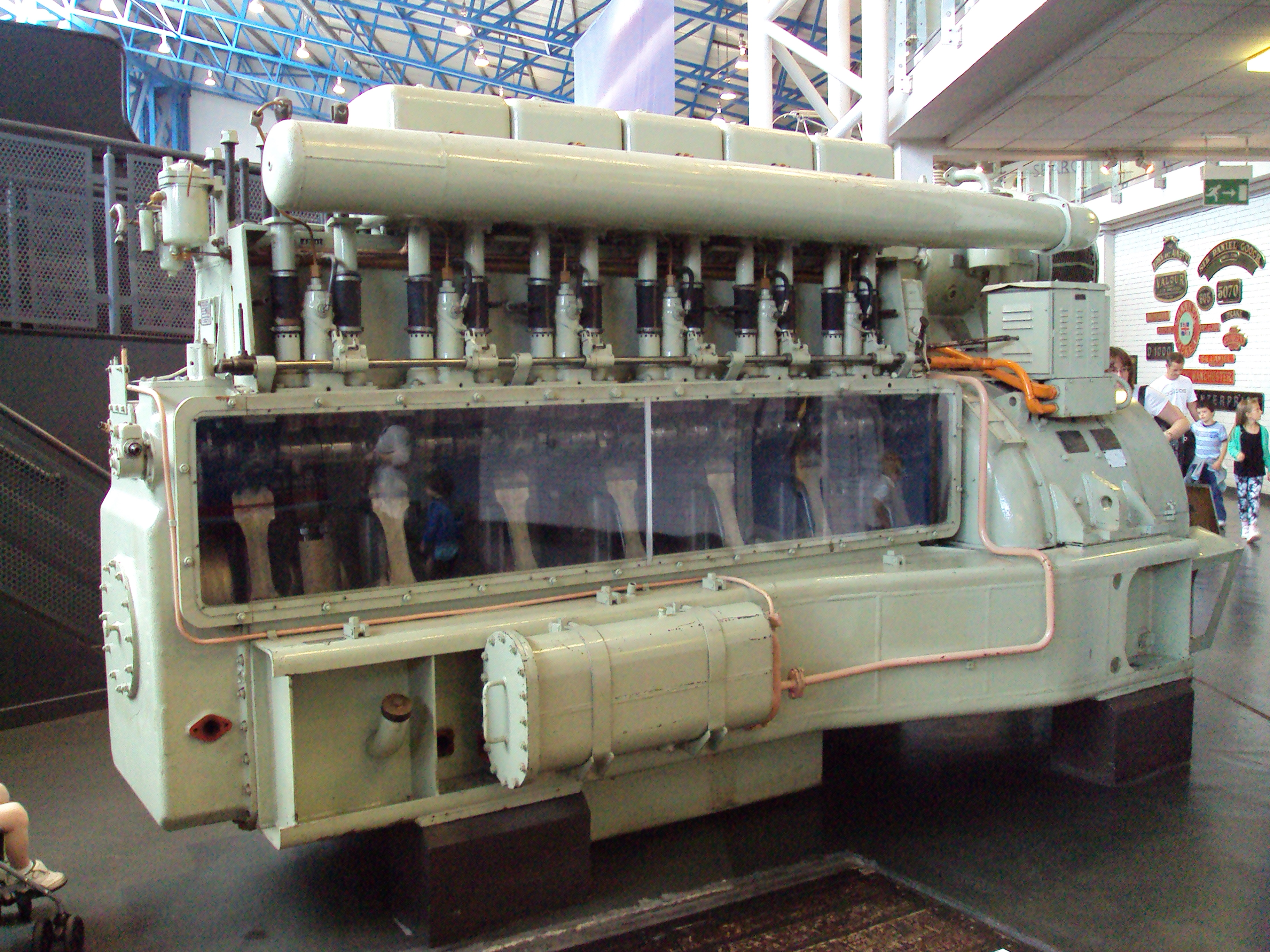
Motor principal de una locomotora Diésel-Eléctrica. En el extremo derecho, puede verse el generador.

En ingeniería, el motor principal o motor primario es el motor que convierte el combustible en trabajo aprovechable. En las locomotoras, el motor principal es en consecuencia la fuente de energía para su propulsión. El término se usa generalmente cuando se describe cualquier locomotora equipada con un motor de combustión interna.
En una diésel-mecánica, el motor principal es un motor diésel que está unido mecánicamente a las ruedas motrices. En una locomotora Diésel-Eléctrica, el motor principal es el motor diésel que acciona el generador principal responsable de producir electricidad para los motores de tracción acoplados o engranados a los ejes motores. El motor principal puede también ser una turbina de gas en lugar de un motor diésel. En estos casos, el generador, los motores de tracción y los aparatos de interconexión son considerados como parte del sistema de transmisión y no como parte del motor principal. En una locomotora eléctrica o a baterías no hay un motor principal, ya que toman la energía de una fuente de poder externa.